# Miletino
Miletino (en macédonien Милетино, en albanais Miletina) est un village du nord-ouest de la Macédoine du Nord, situé dans la municipalité de Brvenitsa. Le village comptait 1 986 habitants en 2002. Il est majoritairement albanais.

## Démographie
Lors du recensement de 2002, le village comptait :
- Albanais : 1 336
- Macédoniens : 642
- Serbes : 2
- Autres : 6